# Cyprinodon simus
Cyprinodon simus là một loài cá thuộc họ Cyprinodontidae. Nó là loài đặc hữu của México.